# Lubuk Lagan (Seluma Barat)
Lubuk Lagan is een bestuurslaag in het regentschap Seluma van de provincie Bengkulu, Indonesië. Lubuk Lagan telt 1560 inwoners (volkstelling 2010).